# Dagan (Bobotsari)
Dagan is een bestuurslaag in het regentschap Purbalingga van de provincie Midden-Java, Indonesië. Dagan telt 3152 inwoners (volkstelling 2010).